# Петро Жерве
Петро́ Ка́рлович Жерве́ (1832 — 12 квітня 1890) — Сувальський губернатор (1867—1869), сенатор.

## Біографія
Походив з дворянського роду Жерве. У 1853 році закінчив Імператорське училище правознавства і був призначений на службу до 1-го департамента уряду сенату. Був головою палати кримінального суду, брав участь у реформі селянських господарств Польщі. У 1867—1869 роках — Сувалський губернатор. З 1871 року — попечитель Дерптської учбової округи, де піклувався про організацію російських навчальних закладів. У 1875—1879 роках — попечитель Харківської учбової округи.

…доходящие до меня отзывы единогласно свидетельствуют, что г. Жерве ни в среде ученого персонала университета, ни между воспитующимся в ней юношеством не пользуется тем высоким уважением, какое должно быть присуще попечителю округа. Не имея влияния в среде профессоров, он не сумел приобрести его и между студентами. В результате является недоверие к нему со стороны тех и других. Не пользуясь, таким образом, авторитетом, он лишен возможности благотворно воздействовать как на учащих, так и на учащихся, а это, в свою очередь, влечет за собою отсутствие нравственной связи между профессорами и студентами.
— Тимчасовий Харківський генерал-губернатор генерал-ад'ютант граф Михайло Лоріс-Меліков — до міністра Народного освіти графа Д. А. Толстого від 5 травня 1879 року за № 20 

З 20 липня 1879 року — член ради Міністерства народної освіти.